# 槐树岔乡
槐树岔乡，是中华人民共和国陕西省榆林市子洲县一个已撤销的乡级行政区，2015年，陕西省民政厅批复同意撤销槐树岔乡，将其所辖行政区域划归马岔镇。